# Ceramius fonscolombei
Ceramius fonscolombei é uma espécie de insetos himenópteros, mais especificamente de vespas pertencente à família Vespidae.
A autoridade científica da espécie é Latreille, tendo sido descrita no ano de 1810.
Trata-se de uma espécie presente no território português.